# John Hartshorne
Pas d'image ? Cliquez ici
John Hartshorne, né le 18 avril 1957 à Weymouth, est un pilote automobile britannique. Il a notamment participé à deux éditions des 24 Heures du Mans en 2005 et 2011,,,.

## Biographie
En 2004, Il s'oriente en endurance.
En 2013, il pilote pour l'écurie Boutsen Energy Racing en European Le Mans Series.
En mars 2014, il est annoncé titulaire chez Oman Racing pour piloter l'Aston Martin V12 Vantage GT3 en championnat britannique des voitures de grand tourisme.
En janvier 2016, il participe aux 24 Heures de Dubaï avec notamment Matt Griffin, à bord de la Ferrari 458 Italia GT3 de Dragon Racing Team dans la classe A6-AM.

## Palmarès
- 2012 :

European le Mans Series : Champion (dans la catégorie LMPC)